# Loalwa Braz
Loalwa Braz Vieira (Rio de Janeiro, 3 giugno 1953 – Saquarema, 19 gennaio 2017) è stata una cantante brasiliana.

## Biografia
Fu vocalist del gruppo Kaoma, che lanciò nell'estate del 1989 il tormentone Lambada. Incise anche tre album da solista. 
In Italia riacquistò una certa popolarità nel 2001, con la partecipazione al programma televisivo La notte vola, gara musicale tra i brani più famosi degli anni ottanta, nella quale presentò Lambada, giungendo in semifinale.
Loalwa  Braz fu trovata morta nel gennaio 2017 all'età di 63 anni, in un'auto incendiata, nei pressi dell'ostello che da tempo gestiva: sarebbe stata assassinata da tre uomini dopo un tentativo di rapina.

## Discografia

### Album da solista
- Brésil (1989)
- Recomeçar (2003)
- Ensolarado (2011)

### Album coi Kaoma
- Worldbeat (1989)
- Tribal-Pursuit (1991)
- A La Media Noche (1998)